# Juryj Bjaloŭ
Juryj Uladzimiravič Bjaloŭ, accreditato come Yury Bialou dalla IAAF) (in bielorusso Юрый Уладзіміравіч Бялоў?; Kryčaŭ, 20 marzo 1981), è un ex pesista bielorusso, finalista olimpico ad Atene 2004.

## Palmarès
| Anno | Manifestazione    | Sede              | Evento         | Risultato | Misura  | Note  |
| ---- | ----------------- | ----------------- | -------------- | --------- | ------- | ----- |
| 1999 | Europei juniores  | Riga              | Getto del peso | 5º        | 17,44 m |       |
| 2000 | Mondiali juniores | Santiago del Cile | Getto del peso | 6º        | 18,83 m |       |
| 2001 | Europei under 23  | Amsterdam         | Getto del peso | Argento   | 19,38 m |       |
| 2003 | Europei under 23  | Bydgoszcz         | Getto del peso | 7º        | 19,09 m |       |
| 2003 | Mondiali          | Parigi            | Getto del peso | 20º       | 19,32 m |       |
| 2004 | Olimpiadi         | Atene             | Getto del peso | 5º        | 20,34 m | [ 1 ] |
| 2005 | Mondiali          | Helsinki          | Getto del peso | 22º       | 19,16 m |       |
| 2005 | Universiadi       | Smirne            | Getto del peso | 6º        | 19,24 m |       |
| 2007 | Mondiali          | Osaka             | Getto del peso | 7º        | 20,34 m |       |
| 2008 | Olimpiadi         | Pechino           | Getto del peso | 8º        | 20,06 m |       |
| 2009 | Mondiali          | Berlino           | Getto del peso | 19º (q)   | 19,75 m |       |